# North American Soccer League (1971)
North American Soccer League 1971 - 4. sezon NASL, ligi zawodowej znajdującej się na najwyższym szczeblu rozgrywek w Stanach Zjednoczonych i Kanadzie. Ostatnie mecze o Soccer Bowl rozegrano w dniach 12-19 września 1971 roku. Soccer Bowl zdobyła drużyna Dallas Tornado.

## Rozgrywki
Do rozgrywek NASL w sezonie 1971 przystąpiło osiem zespołów. Przed sezonem do ligi dołączyły Montreal Olympique, New York Cosmos i Toronto Metros, a wycofał się z niej Kansas City Spurs. W playoffach pojedynki toczyły się do dwóch zwycięstw przez jedną z drużyn w parze. Jeśli po zakończeniu regulaminowego czasu gry w danym meczu (90 minut) nadal był remis, o rozstrzygnięciu decydowały dogrywki (część 1 dogrywki - 15 minut). Nie było zasady serii rzutów karnych, mecz odbywał się do zdobycia przez jednej  z drużyn tzw. złotej bramki.

## Sezon zasadniczy
W = Wygrane, P = Porażki, R = Remisy, GZ = Gole strzelone, GS = Gole stracone, PKT = Liczba zdobytych punktów
Punktacja:
- 6 punktów za zwycięstwo
- 3 punkty za remis
- 0 punktów za porażkę
- 1 punkt każdy za gol zdobyty w trzech meczach

| Northern Division  | W  | P  | R | GZ | GS | PKT |
| ------------------ | -- | -- | - | -- | -- | --- |
| Rochester Lancers  | 13 | 5  | 6 | 48 | 31 | 141 |
| New York Cosmos    | 9  | 10 | 5 | 51 | 55 | 117 |
| Toronto Metros     | 5  | 10 | 9 | 32 | 47 | 89  |
| Montreal Olympique | 4  | 15 | 5 | 29 | 59 | 65  |

| Southern Division | W  | P  | R  | GZ | GS | PKT |
| ----------------- | -- | -- | -- | -- | -- | --- |
| Atlanta Chiefs    | 12 | 7  | 5  | 35 | 29 | 120 |
| Dallas Tornado    | 10 | 6  | 8  | 38 | 24 | 119 |
| Washington Darts  | 8  | 6  | 10 | 36 | 34 | 111 |
| St. Louis Stars   | 6  | 13 | 5  | 37 | 47 | 86  |

| Awans do playoff         |
| Mistrz rundy zasadniczej |

## Drużyna gwiazd sezonu
| Pozycja | Pierwsza drużyna                     | Druga drużyna                        | Wyróżnienia                                                                                        |
| ------- | ------------------------------------ | ------------------------------------ | -------------------------------------------------------------------------------------------------- |
| BR      | Mirko Stojanovic (Dallas Tornado)    | Leonel Conde (Washington Darts)      | Manfred Kammerer (Atlanta Chiefs) / Claude Campos (Rochester Lancers)                              |
| OB      | Dick Hall (Dallas Tornado)           | Clive Charles (Montreal Olympique)   | Frank Donlavey (Washington Darts)                                                                  |
| OB      | Willie Evans (Washington Darts)      | Uriel Da Viega (Atlanta Chiefs)      | Oreco (Dallas Tornado)                                                                             |
| OB      | Peter Short (Rochester Lancers)      | John Cocking (Atlanta Chiefs)        | Gabbo Gavrić (Dallas Tornado)                                                                      |
| OB      | John Best (Dallas Tornado)           | Charlie Mitchell (Rochester Lancers) | Mick Hoban (Atlanta Chiefs) / Roberto Lonardo (Rochester Lancers)                                  |
| PO      | Dragan Popovic (St. Louis Stars)     | Francisco Escos (Rochester Lancers)  | Freddie Mwila (Atlanta Chiefs) / Barrie Lynch (Atlanta Chiefs)                                     |
| PO      | Siggy Stritzl (New York Cosmos)      | Felix Correia (Toronto Metros)       | Billy Fraser (Washington Darts) / Keith Pointer (Montreal Olympique) / Roy Turner (Dallas Tornado) |
| NA      | Carlos Metidieri (Rochester Lancers) | Warren Archibald (Washington Darts)  | Tommy Youlden (Dallas Tornado)                                                                     |
| NA      | Randy Horton (New York Cosmos)       | Casey Frankiewicz (St. Louis Stars)  | Iris DeBrito (Rochester Lancers)                                                                   |
| NA      | Kaizer Motaung (Atlanta Chiefs)      | Franco Gallina (Montreal Olympique)  | Mike Renshaw (Dallas Tornado)                                                                      |
| NA      | Manfred Seissler (Rochester Lancers) | Jorge Siega (New York Cosmos)        | Leroy DeLeon (Washington Darts) / Ian MacHattie (Toronto Metros)                                   |

## Playoff

### Półfinały
| Drużyna 1         | Wynik | Drużyna 2       | Pierwszy mecz | Drugi mecz | Trzeci mecz |                                                    |
| ----------------- | ----- | --------------- | ------------- | ---------- | ----------- | -------------------------------------------------- |
| Rochester Lancers | 1:2   | Dallas Tornado  | 2:1 (6ot)     | 1:3        | 1:2 (4ot)   | 1 września - 8 309 4 września - 8 września - 7 635 |
| Atlanta Chiefs    | 2:0   | New York Cosmos | 1:0           | 2:0        | x           | 2 września - 3 800 5 września -                    |

### Finał
| Drużyna 1      | Wynik | Drużyna 2      | Pierwszy mecz | Drugi mecz | Trzeci mecz | |
| -------------- | ----- | -------------- | ------------- | ---------- | ----------- | --- |
| Dallas Tornado | 2:1   | Atlanta Chiefs | 1:2 (3ot)     | 4:1        | 2:1         | 12 września, Atlanta Fulton County Stadium - 15 września, Franklin Stadium - 19 września, Atlanta Fulton County Stadium - |

#### Pierwszy mecz
| 12 września 1971 | Atlanta Chiefs · Uriel De Veiga · Kaizer Motaung | 2:1 | Dallas Tornado · Tibor Moinar | Atlanta Fulton County Stadium, Atlanta |
|                  |                                                  |     |                               |                                        |

#### Drugi mecz
| 15 września 1971 | Dallas Tornado · Luiz Juracy · Phil Tinney · Tony McLoughlin | 4:1 | Atlanta Chiefs · Henry Largie | Franklin Stadium, Dallas |
|                  |                                                              |     |                               |                          |

#### Trzeci mecz
| 19 września 1971 | Atlanta Chiefs · Mike Renshaw · Bobby Moffat | 0:2 | Dallas Tornado | Atlanta Fulton County Stadium, Atlanta |
|                  |                                              |     |                |                                        |

| North American Soccer League 1971 Zwycięzcy |
| ------------------------------------------- |
| Dallas Tornado 1. Tytuł                     |

## Nagrody
- MVP: Carlos Metidieri (Rochester Lancers)
- Trener Roku: Ron Newman (Dallas Tornado)
- Odkrycie Roku: Randy Horton (New York Cosmos)